# Aleksandar Tasić
Aleksandar Tasić (Kirin Serbia: Александар Тасић, sinh 6 tháng 4 năm 1988) là một cầu thủ bóng đá Serbia thi đấu cho Bačka BP.